# Rózsás kígyógomba
A rózsás kígyógomba (Mycena rosea) a kígyógombafélék családjába tartozó, lombos- és fenyőerdőkben júniustól novemberig termő, mérgező gombafaj.

## Megjelenése
A rózsás kígyógomba kalapja 3–6 cm átmérőjű, alakja fiatalon kúposan domború, harang alakú, később ellaposodik, de a közepén kúpos marad. Felülete sima vagy sugarasan szálas. Széle bordás. Színe rózsaszínes, hússzínű, szárazon kifakul. Húsa vékony, törékeny, vizenyős; színe fehéres, halvány rózsaszínes. Szaga és íze retekére hasonlít.
Széles lemezei a tönkre nőttek vagy felkanyarodók. Színük eleinte fehéres, később halványrózsaszínű. Spórapora fehér. Spórái 6,5-7,5 x 4-4,5 mikrométeresek, elliptikusak, sima felszínűek, benne olajcseppekkel láthatók.
Tönkje 6–10 cm magas és 0,5 - 0,8 cm vastag. Alakja hengeres, esetleg alul kissé vastagabb. Színe a kalapéhoz hasonlít, a tövénél szöszös.

### Hasonló fajok
Nagyon hasonlít rá a szintén mérgező, kisebb méretű, halványlilás árnyalatú retekszagú kígyógomba. Esetenként összetéveszthető az ehető húsbarna pénzecskegombával, amely kisebb termetű, ritkább és vastagabb lemezű, retekszaga pedig nincsen.

## Elterjedése és termőhelye
Európában és Észak-Amerikában honos. Magyarországon gyakori. Lomberdőkben (főleg bükkösökben), fenyvesekben nő júniustól novemberig. Gyakran az első fagyokig megmarad.
Mérgező gomba, muszkarint tartalmaz.

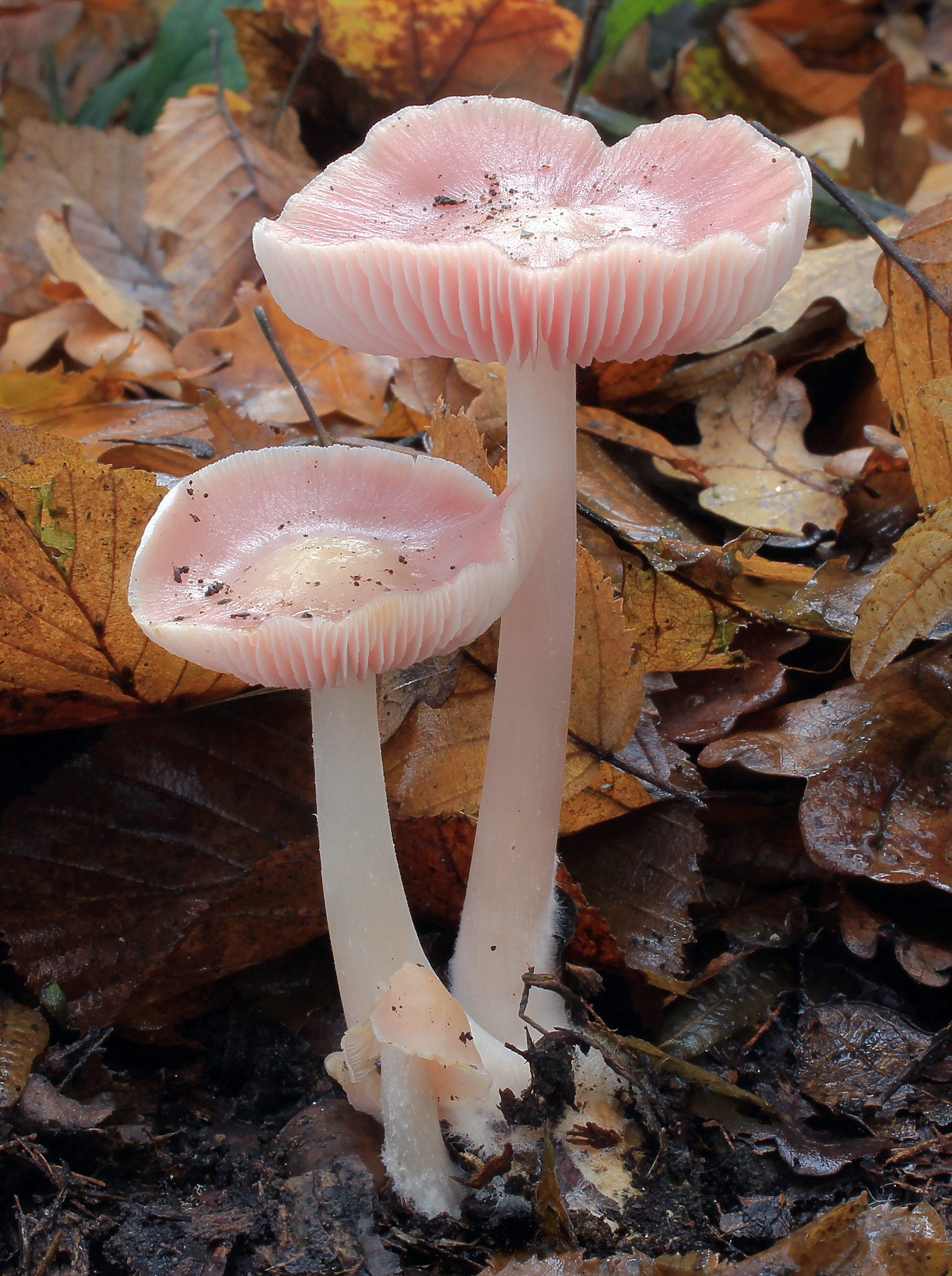
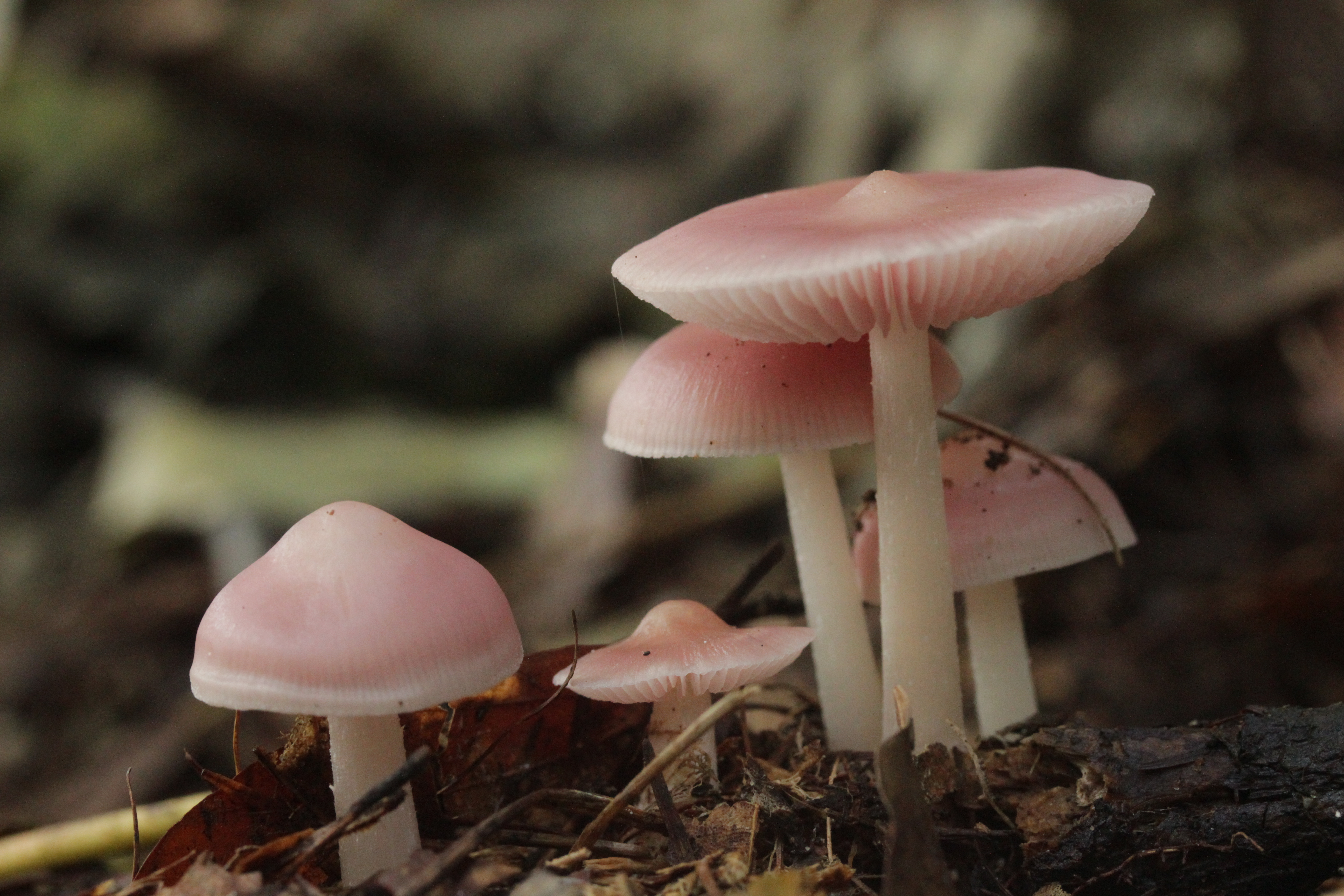
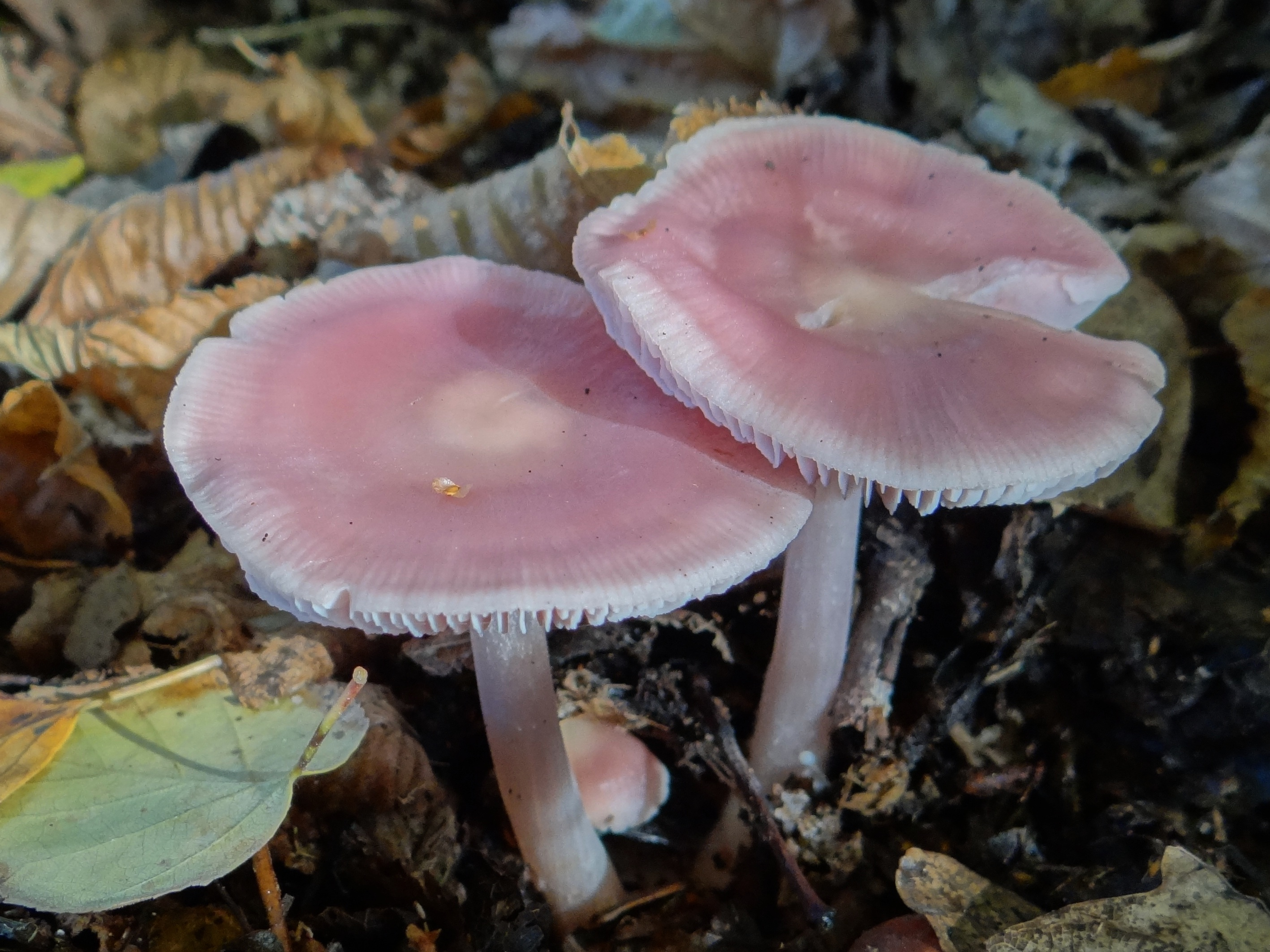
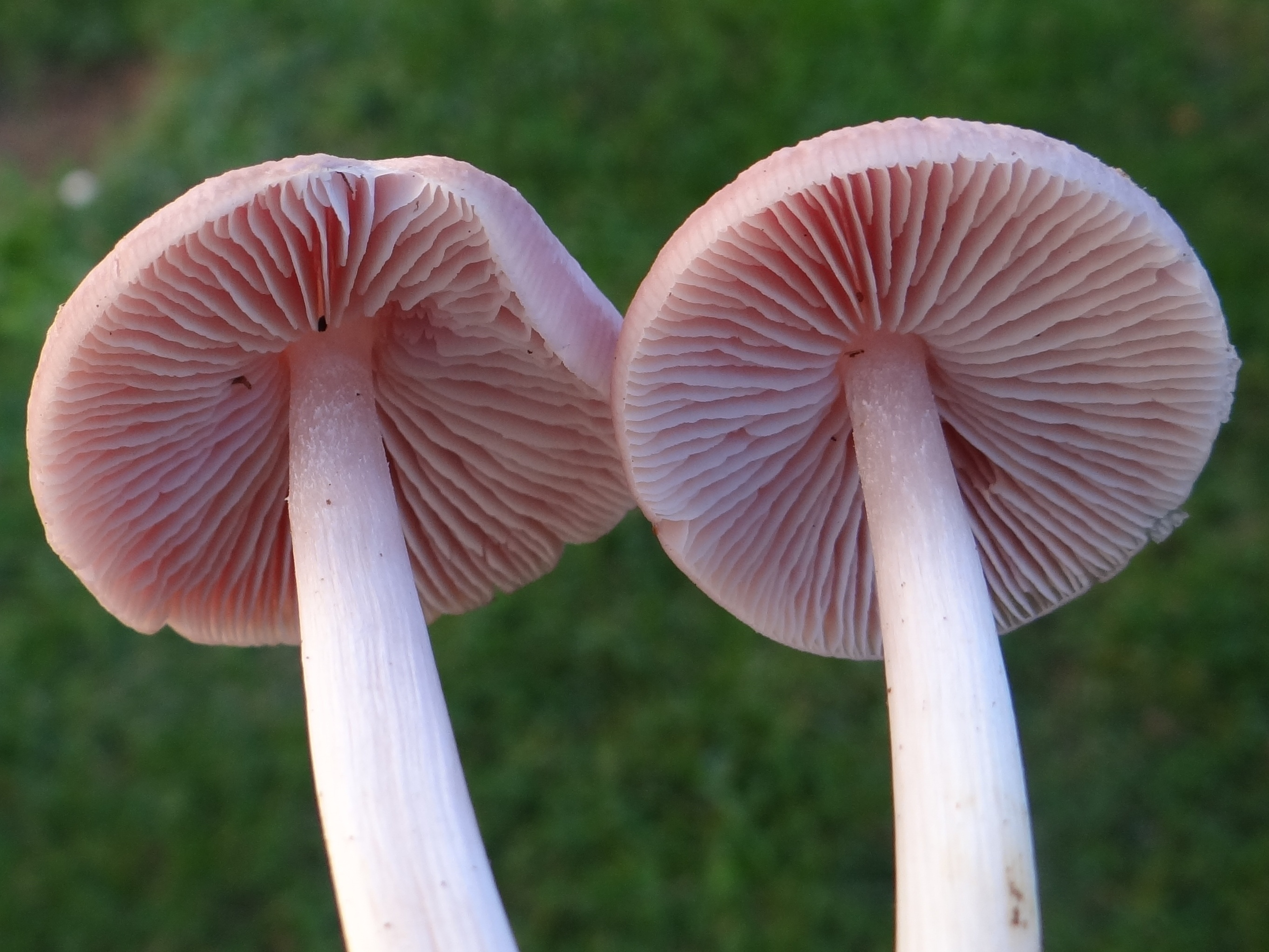